# معركة بيليكانون
معركة بيليكانون (باللاتينية Pelecanum) وقعت في 10-11 يونيو 1329م / 11-12 شعبان 729 هـ بين قوة التدخل السريع من قبل البيزنطيين بقيادة أندرونيكوس الثالث باليولوج والعثمانين بقيادة السلطان أورخان غازي. هُزم الجيش البيزنطي الذي قدم في محاولة للتخفيف عن مدن الأناضول الواقعة تحت الحصار العثماني.

## المعركة
- قبل تولي أندرونيكوس الحكم عام 1328، كانت غالبية الأراضي الإمبراطورية في الأناضول تقلصت بشكل كبير في غرب تركيا الحديثة خلال أربعين عاما سبقت وتبقى فقط عدد قليل من البؤر الاستيطانية المنتشرة على طول بحر إيجة ومقاطعة أساسية صغيرة حول نيقوميديا ضمن حوالي 150 كلم من العاصمة القسطنطينية، مؤخرا استولي الأتراك على المدينة المهمة بورصا في بيثينيا
- قرر أندرونيكوس للتخفيف من المدن الهامة المحاصرة نيقوميديا ونيقية على أمل استعادة الحدود إلى وضع مستقر [5] إرسال جيشا من حوالي 4000 رجلا، وذلك بالتعاون مع الإمبراطور الرومانى جون السادس كانتاكوزنوس، والذي كان أقصى ما تمكن من حشده على طول بحر مرمرة نحو نيقوميديا.
- في بيليكانون، قاد الجيش التركي السلطان أورخان وقد نزلوا على التلال لاكتساب ميزة إستراتيجية وسد الطريق إلى نيقوميديا.[6] وفي 10 يونيو، أرسل أورخان 300 من الرماة الفرسان أسفل التل لجذب البيزنطيين حتى التلال، ولكنهم طوردوا من قبل البيزنطيين، الذين كانوا غير راغبين في مزيد من التقدم.[5][7]
- الجيوش المتحاربة تشاركت في بضع اشتباكات غير حاسمة حتى حلول الظلام والجيش البيزنطي أعد للتراجع، لكن العثمانيين لم يعطوهم الفرصة للهرب،[6] كلا من أندرونيكوس و کانتاکوزنوس أصيبا بجروح طفيفة، في حين انتشرت شائعات بأن الإمبراطوران إما قتلوا أو اصيبوا بجروح قاتلة، مما أدى إلى حالة من الذعر.[6]
- وفي النهاية تحول التراجع إلى هزيمة مع خسائر فادحة على الجانب البيزنطي.[5][6] وقاد کانتاکوزنوس الجنود البيزنطية المتبقية إلى القسطنطينية عن طريق البحر.[5][6]

## ما بعد المعركة
- كانت معركة بيليكانون تعد الاشتباك الأول الذي يواجه الإمبراطور البيزنطي بنفسه سلطان عثماني.[6][8] كان التأثير المعنوي للمعركة أكثر أهمية من المعركة نفسها. حيث أن الجيش اليوناني النظامي والقوي التسليح كان قد فر من قبل جيش الأتراك الغير نظامي والخفيف التسليح. كانت روح الإمبراطور اليوناني والأمة اليونانية مكسورة.[8]
- تم إحباط حملة لتعويض الهزيمة.[5] من بعدها لم يحاول الجيش البيزنطي أبدا استعادة الأراضي في آسيا. عواصم الاستعمارية السابقة نيقوميديا ونيقية لم يتم تخليصهم وكان الحفاظ على سيطرة الإمبراطورية عبر البوسفور لم يعد يمكن.
- العثمانيين غزوا نيقية في 1331 ونيقوميديا في 1337 ، [6] وبالتالي بناء قاعدة قوية أخيرا بعد تخلصهم من الإمبراطورية البيزنطية ككل. وكان سكان نيقية ونيقوميديا بسرعة وعن طيب خاطر تم دمجهم في الأمة العثمانية التي تزداد يوما عن الآخر، وكثير منهم قد اعتنق بالفعل الإسلام عام 1340.[9] مع الاستيلاء على هذه المدن وضم إمارة بنو قراسي في 1336 العثمانيين أكملوا غزوهم لبيثينيا والركن الشمالي الغربي من الأناضول.[9]

## أعلام
شارك في المعركة سامسا تشاوش، أحد الرجال المؤسسين للدولة العثمانية، والذي رافق أرطغرل غازي وابنه عثمان الأول في المغازي، كما شارك مع السلطان أورخان غازي الفتوحات والمعارك.